# جورجيا مي جاغر
جورجيا مي عائشة جاغر (بالإنجليزية: Georgia May Ayeesha Jagger)‏ (من مواليد 12 يناير 1992) هي عارضة أزياء ومصممة أزياء إنجليزية.

## نشأتها
ولدت جاغر في لندن، إنجلترا. والدتها هي عارضة الأزياء جيري هول ووالدها هو الموسيقي السير ميك جاغر. لديها ثلاثة أشقاء من والديها، إليزابيث، جيمس، وغابرييل. في حين أن لديها العديد من الأخوة والأخوات من علاقات والدها الأخرى: كاريس، جيد، لوكاس، وديفيراوكس. نشأت بالقرب من ريتشموند بارك، وانتقلت إلى مدينة نيويورك عام 2010.

## الروابط الخارجية
- جورجيا مي جاغر على موقع IMDb (الإنجليزية)
- جورجيا مي جاغر على موقع ديسكوغز (الإنجليزية)
- جورجيا مي جاغر على موقع كينوبويسك (الروسية)
- جورجيا مي جاغر على موقع دليل عارضات الأزياء (الإنجليزية)